# 기고시촌
기고시촌(木越村)은 이시카와현 가호쿠군에 있던 촌이다. 현재의 가나자와시 기고시정에 해당한다.

## 역사
- 1889년 4월 1일 - 정촌제 시행에 의해 오우라촌, 히가시카가쓰메촌의 구역을 가지고 기고시촌이 성립하였다.
- 1907년 8월 10일 - 가와스지촌, 가와사키촌, 기고시촌이 합병해 가와키타촌이 성립하였다.

## 참고문헌
- 角川日本地名大辞典 17 石川県